# Zgornje Prebukovje
Zgornje Prebukovje – wieś w Słowenii, w gminie Slovenska Bistrica. W 2018 roku liczyła 167 mieszkańców.